# Cal Novelles
Cal Novelles és una casa de Solsona protegida com a Bé Cultural d'Interès Local.

## Descripció
Edifici entre mitgeres del segle xiv que ha patit diverses reformes importants durant el segle xviii. Té una façana al carrer Llobera i una façana a l'Avinguda de la Verge del Claustre. Consta de planta baixa i dues plantes, encara que a la façana de l'Avinguda té un pis més. A la façana del carrer Llobera la planta baixa té una porta d'arc de mig punt sobre la qual hi ha un balcó al primer pis i dues finestres al segon. El parament de l'edifici és de pedra tallada.